# 무세르거친털쥐
무세르거친털쥐(Neacomys musseri)는 비단털쥐과 거친털쥐속에 속하는 남아메리카 설치류이다. 브라질 극서부와 페루 남동부 지역에서 발견된다.